# Osbornellus bifasciatus
Osbornellus bifasciatus är en insektsart som beskrevs av Beamer 1937. Osbornellus bifasciatus ingår i släktet Osbornellus och familjen dvärgstritar. Inga underarter finns listade i Catalogue of Life.